# トレバー・ブライアン
トレバー・コスモ・ブライアン・ジュニア(Trevor Cosmo Bryan Jr.、1989年8月23日 - ）は、アメリカ合衆国のプロボクサー。ニューヨーク州オールバニ出身。元WBA世界ヘビー級レギュラー王者。

## 来歴
2015年8月28日、ラスベガスのザ・D・ラスベガスでデリック・ロージーとNABF北米ヘビー級ジュニア王座決定戦を行い、10回3-0（2者が98-91、97-92）の判定勝ちを収め王座を獲得した。
2018年8月11日、アリゾナ州フェニックスのセレブリティー・シアターでWBA世界ヘビー級暫定王座決定戦をWBA世界同級6位のBJ・フローレスと行い、4回2分58秒TKO勝ちを収め王座を獲得した。
その後、レギュラー王者マヌエル・チャーとの間で行われるはずだった団体内王座統一戦の交渉がまとまらなかったことで、2020年3月2日にレギュラー王者マヌエル・チャーと暫定王者ブライアンとの間で入札が行われ、ブライアンを擁するドン・キング・プロダクションが200万ドルで落札した。チャーを擁するダイヤモンド・プロモーションズとSESスポーツの連合が提示したのは120万ドルだった。
2021年1月29日、約2年5カ月ぶりの試合をフロリダ州ハリウッドのセミノール・ハード・ロック・ホテル・カジノ内ハード・ロック・ライブで、約2年ぶりの試合出場となるバーメイン・スタイバーンとWBA世界ヘビー級レギュラー王座決定戦で対戦し、11回TKO勝ちを収め王座を獲得（記録上は初防衛）した。
2022年1月29日、オハイオ州のパッカードミュージックホールでジョナサン・ギドリーと対戦し、12回にダウンを奪い2-1（118-109、116-111、112-115）の判定勝ちを収め2度目の防衛に成功した。
2022年6月11日、マイアミのカジノ・マイアミで元WBA世界ヘビー級暫定王者でWBA世界ヘビー級1位のダニエル・デュボアと対戦し、4回1分58秒KO負けを喫し3度目の防衛に失敗、王座から陥落した。

## 獲得タイトル
- WBAフェデボルヘビー級王座
- NABF北米ヘビー級ジュニア王座
- WBA世界ヘビー級暫定王座（防衛1=レギュラー王座に認定）
- WBA世界ヘビー級レギュラー王座（防衛1）